# Tomás III d'Autremencourt
Tomás III d'Autremencourt o de Stromoncourt fue el cuarto señor de Salona (actual Ámfisa) en la Grecia central, y el último de su familia. Gobernó su dominio desde 1294 hasta su muerte en la batalla del río Cefiso contra la Compañía Catalana en 1311. Al mismo tiempo, también ocupó el cargo de mariscal del Principado de Acaya. Después de su muerte, su viuda y dominio pasaron a Roger Desllor, que después de Cefis fue seleccionado por un breve tiempo como el líder de la Compañía Catalana.